# Parafia św. Stanisława Biskupa i Męczennika w Niechorzu
Parafia pod wezwaniem Świętego Stanisława Biskupa i Męczennika w Niechorzu – parafia rzymskokatolicka należąca do dekanatu Trzebiatów, archidiecezji szczecińsko-kamieńskiej, metropolii szczecińsko-kamieńskiej. Siedziba parafii mieści się w Niechorzu przy ulicy Krakowskiej. Prowadzą ją księża archidiecezjalni. Wcześniej wchodziła w skład parafii Niepokalanego Poczęcia Najświętszej Maryi Panny w Konarzewie. 

## Miejsca święte

### Kościół parafialny
Kościół pw. Matki Bożej Miłosierdzia w Niechorzu

### Kościoły filialne i kaplice
- Kościół pw. Narodzenia Najświętszej Maryi Panny w Lędzinie[1]
- Kościół pw. Wniebowzięcia Najświętszej Maryi Panny w Pogorzelicy[1]

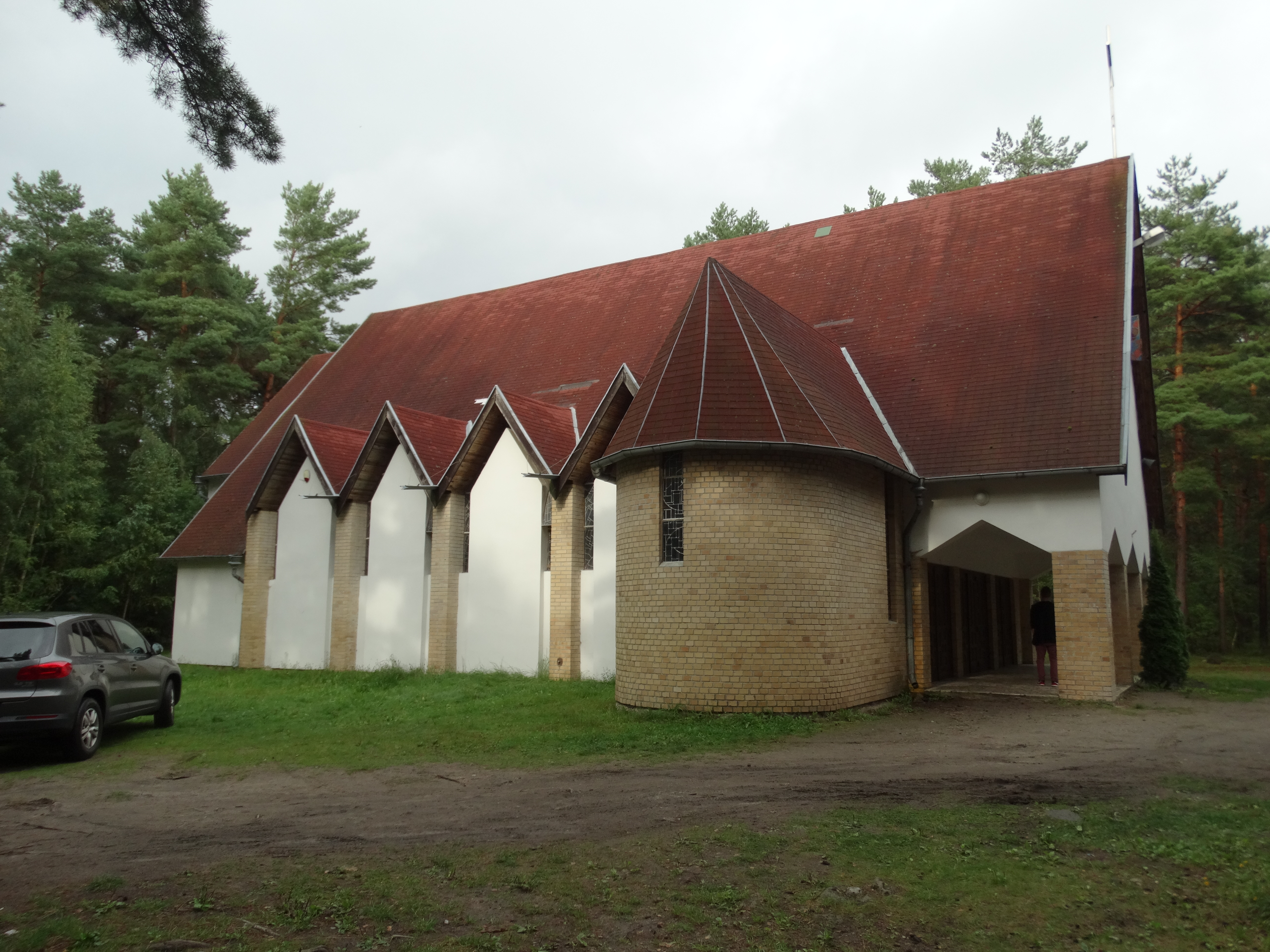
Kościół filialny pw. Wniebowzięcia Najświętszej Maryi Panny w Pogorzelicy